# Корі Хаїм
Корі Ян Хаїм (англ. Corey Ian Haim; 23 грудня 1971 — 10 березня 2010) — канадський актор єврейського походження. Став відомим завдяки ролям підлітків у 1980-х роках у таких фільмах, як «Срібна куля» (1985), «Роман Мерфі» (1985), «Лукас» (1986). У 1987 році Хаїм знявся у фільмі жахів «Пропащі хлопці» з Корі Фельдманом, з яким пізніше зіграли головні ролі в комедії «Водійські права» (1988).

## Раннє життя
Хаїм народився 23 грудня 1971 року в Торонто, Онтаріо, в сім’ї Джуді Хаїм і Берні Хаїма. Корі був євреєм; його ім'я на івриті було Єхезкель Єгуда. Він мав старшу сестру Керол. У 1982 році його батьки розлучилися після 18 років шлюбу. До восьмого класу Корі відвідував кілька шкіл як у Торнхілл, Онтаріо, так і в Норт-Йорк, Онтаріо.

## Кар'єра
Хаїм почав зніматися в рекламі в 1981 році. Пізніше він зіграв роль Ларрі в канадському дитячому навчальному комедійному телесеріалі «Близнюки Едісон». 1984 року дебютував у повнометражному фільмі-трилері «Первісток». У 1985 році з'явився в ролях другого плану в «Таємному шанувальнику» і «Роман Мерфі». Того ж року зіграв головну роль у фільмі «Срібна куля».
Хаїм почав здобувати визнання, отримавши 1986 року свої перші нагороди «Молодий актор» як найкращий молодий актор в телесеріалі за фільм NBC «Час жити», в якому зіграв вмираючого сина персонажа Лайзи Мінеллі, і як найкращий молодий актор в художньому фільмі за роль Лукаса Блая у фільмі «Лукас».
У 1987 році Хаїм зіграв роль Сема Емерсона, молодшого з двох братів, у фільмі Джоела Шумахера «Пропащі хлопці». Ця робота принесла Хаїму ще одну нагороду «Молодий актор» як найкращому молодому виконавцю у фільмі. На зйомках фільму Хаїм познайомився з Корі Фельдманом; вони разом знімалися ще в інших шести фільмах, зокрема у «Водійські права» (1988) та «Загадай маленьку мрію» (1989), а пізніше зіграли головну роль в американському реаліті-шоу A&E «Двоє Корі». «Водійські права» принесли Хаїму ще одну нагороду «Молодий актор».
Ранній успіх Хаїма призвів до слави, грошей, шанувальниць і, як наслідок, зловживання психоактивними речовинами, через що його поява в останніх перед смертю фільмах обмежувалася другорядними ролями.
Помер 10 березня 2010 року через передозування наркотиками.

## Вибіркова фільмографія
| Рік  | Українська назва            | Оригінальна назва              | Роль             | Примітки |
| ---- | --------------------------- | ------------------------------ | ---------------- | -------- |
| 1984 |                             | Firstborn                      | Браян Лівінгстон |          |
| 1985 |                             | Secret Admirer                 | Джеф Раян        |          |
| 1985 | Срібна куля                 | Silver Bullet                  | Мартін Кослоу    |          |
| 1985 | Роман Мерфі                 | Murphy's Romance               | Джейк Моріарті   |          |
| 1986 | Лукас                       | Lucas                          | Лукас Блай       |          |
| 1987 | Пропащі хлопці              | The Lost Boys                  | Сем Емерсон      |          |
| 1988 | Водійські права             | License to Drive               | Лес Андерсон     |          |
| 1988 | Спостерігачі                | Watchers                       | Тревіс Кемпбелл  |          |
| 1989 | Загадай маленьку мрію       | Dream a Little Dream           | Дінгер Голфілд   |          |
| 1990 |                             | Prayer of the Rollerboys       | Гріффін          |          |
| 1991 |                             | Fast Getaway                   | Нельсон Поттер   |          |
| 1991 |                             | Dream Machine                  | Баррі Девіс      |          |
| 1992 |                             | The Double 0 Kid               | Ленс Елліот      |          |
| 1993 |                             | Blown Away                     | Річ Гарднер      |          |
| 1993 |                             | Anything for Love              | Кріс Колдер      |          |
| 1994 |                             | National Lampoon's Last Resort | Дейв             |          |
| 1994 |                             | Fast Getaway II                | Нельсон Поттер   |          |
| 1995 | Загадай маленьку мрію 2     | Blown Away                     | Дінгер Голфілд   |          |
| 2009 | Адреналін 2: Висока напруга | Crank: High Voltage            | Ренді            |          |

## Нагороди
| Рік  | Нагорода      | Категорія                                                            | Робота            |
| ---- | ------------- | -------------------------------------------------------------------- | ----------------- |
| 1986 | Молодий актор | Найкращий молодий актор в художньому фільмі – комедії чи драмі       | «Лукас»           |
| 1986 | Молодий актор | Найкращий молодий актор в телесеріалі або фільмі тижня               | «Час жити»        |
| 1987 | Молодий актор | Найкращий молодий виконавець у фільмі                                | «Пропащі хлопці»  |
| 1988 | Молодий актор | Найкращий молодий актор комедійного фільму (разом з Корі Фельдманом) | «Водійські права» |